# Finley (Dakota del Nord)
Finley és una població dels Estats Units a l'estat de Dakota del Nord. Segons el cens del 2000 tenia 515 habitants.

## Demografia
Segons el cens del 2000, Finley tenia 515 habitants, 224 habitatges, i 144 famílies. La densitat de població era de 57 hab./km².
Dels 224 habitatges en un 28,1% hi vivien nens de menys de 18 anys, en un 54,9% hi vivien parelles casades, en un 8% dones solteres, i en un 35,7% no eren unitats familiars. En el 32,6% dels habitatges hi vivien persones soles el 18,3% de les quals corresponia a persones de 65 anys o més que vivien soles. El nombre mitjà de persones vivint en cada habitatge era de 2,3 i el nombre mitjà de persones que vivien en cada família era de 2,95.
Per edats la població es repartia de la següent manera: un 26% tenia menys de 18 anys, un 6,4% entre 18 i 24, un 19,2% entre 25 i 44, un 23,9% de 45 a 60 i un 24,5% 65 anys o més.
L'edat mediana era de 43 anys. Per cada 100 dones de 18 o més anys hi havia 89,6 homes.
La renda mediana per habitatge era de 32.917 $ i la renda mediana per família de 43.417 $. Els homes tenien una renda mediana de 34.844 $ mentre que les dones 17.500 $. La renda per capita de la població era de 17.989 $. Entorn del 10,1% de les famílies i el 10,7% de la població estaven per davall del llindar de pobresa.

## Poblacions més properes
El següent diagrama mostra les poblacions més properes.